# Prangervej
Prangervej er en gade i Fredericia. Gaden er 2,2 km lang og forløber gennem den vestlige bydel og skaber forbindelse fra centrum til Søndermarken.
Gaden starter ved krydset med Jernbanegade lige ved brandstationen. Herefter fortsætter den i vestlig retning og går på en bro hen over Indre Ringvej. Kort herefter passeres havnebanen og lidt længere fremme jernbanen til Kolding. Efter et par sving krydses Vestre Ringvej og der nåes frem til Hannerup Kirke, hvor gaden slår et 90 graders sving mod syd inden den ender op mod Hannerup Skov.
Tidligere udgik gaden fra Vesterbrogade, men denne del hedder i dag Vesterdalsvej.